# The Oklahoman

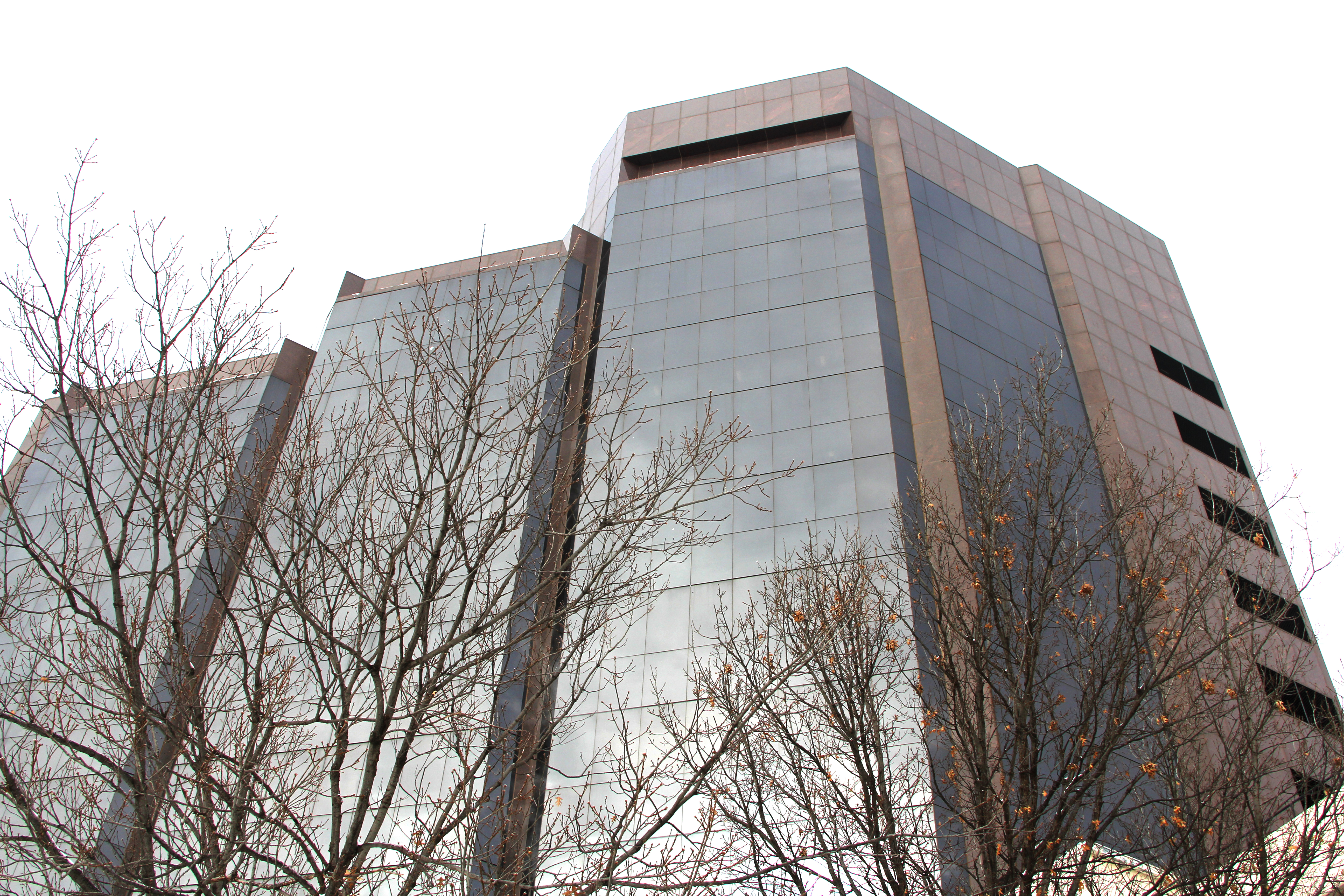
Aktueller Hauptsitz der OPUBCO in Oklahoma City

The Oklahoman ist die größte Tageszeitung des US-amerikanischen Bundesstaates Oklahoma. Sie ist in seiner Hauptstadt Oklahoma City ansässig.

## Geschichte
Der Daily Oklahoman erschien mit seiner ersten Ausgabe am 14. Januar 1894 in Oklahoma City. Er war zu diesem Zeitpunkt die dritte Tageszeitung der Stadt. Verantwortlich war zunächst Samuel W. Small. Zur Finanzierung gründete er eine Aktiengesellschaft, die das Blatt betreiben sollte. Das Unternehmen verkaufte es jedoch, weil es finanziell in Schwierigkeiten geriet. In den darauffolgenden Jahren wechselte der Besitzer mehrfach.
Im Jahr 1902 erwarb Edward K. Gaylord Anteile am Daily Oklahoman. Unter seiner Führung wurde im Jahr darauf das Unternehmen Oklahoma Publishing Company (OPUBCO) gegründet, dem die Zeitung noch heute angehört. Er führte sie zu einem wirtschaftlichen Erfolg und machte sie zu einem der größten Medien des Staates. Bis zu seinem Tod im Jahr 1974 blieb er an der Spitze des Unternehmens; ihm folgte sein Sohn Edward L. Gaylord, der bis zu seinem Tod im April 2003 im Amt blieb.
Im Oktober 2003 wurde die Zeitung in The Oklahoman umbenannt.

## Vertrieb
Die Zeitung wird sowohl zum Abonnement als auch zum Einzelverkauf angeboten. Das Gebiet, in dem sie Abonnenten zur Verfügung steht, erstreckt sich etwa über zwei Drittel des Staates. Eine Ausgabe kostet derzeit (Stand: Juni 2014) 75 Cent.
Am 14. April 1996 startete die offizielle Webseite Oklahoman.com, die mittlerweile aber nur für Abonnenten zur Verfügung steht. Seit 2001 existiert auch die kostenlose Alternative NewsOK.com. Die Seite wird seit 2007 ausschließlich von der OPUBCO betrieben und stellt Inhalte des Oklahoman zur Verfügung.
Seit September 2008 können die Nachrichten über Twitter bezogen werden; seit dem folgenden Jahr auch über Facebook. Zudem wird eine App angeboten, die für Nutzer von Smartphones zur Verfügung steht.

## Bedeutung
Der Oklahoman ist die größte Tageszeitung des Staates und liegt mit einer Auflage von etwa 125.000 Exemplaren an Werk- und 171.000 am Sonntagen landesweit auf Platz 58 der erfolgreichsten Tageszeitungen. Seine Reichweite liegt laut eigener Aussage bei etwa 475.000. In Oklahoma ist die Tulsa World, deren Auflage um etwa 30.000 bis 40.000 Exemplare kleiner ist, ihr größter Konkurrent. Seit 2008, als Einsparungen vorgenommen wurden, werden allerdings keine Haushalte in Tulsa mehr beliefert. In der Stadt gibt es keine Tageszeitung mit einer ähnlichen Bedeutung, lediglich kleinere Medien wie The Journal Record.

## Rezeption
Die Zeitung wird in der Regel der politischen Rechten zugeordnet und unterstützt die Republikanische Partei ihres Besitzers Philip F. Anschutz. Sie hat mit anderen konservativen Zeitungen wie dem Washington Examiner kooperiert.
Das Fachmagazin Columbia Journalism Review bezeichnete den Oklahoman 1999 als „schlechteste Zeitung in Amerika“. Die Redaktion warf dem Blatt erzkonservative Tendenzen, unter anderem Rassismus, Sexismus und Homophobie vor. In einem Artikel von 2012 berichtete das Magazin, die Qualität habe sich verbessert, wenngleich die einseitig negative Berichterstattung gegenüber dem US-Präsidenten Barack Obama kritisiert wurde.